# D. J. Finney
David John Finney CBE (* 3. Januar 1917 in Latchford; † 12. November 2018) war ein britischer Statistiker und Professor für Statistik an der University of Edinburgh. Er war von 1954 bis 1984 Leiter der Statistikeinheit des Agricultural Research Council. Außerdem war er Präsident der Royal Statistical Society und der Biometric Society. Finney leistete Pionierarbeit in der Entwicklung einer systematischen Überwachung von Arzneimitteln zur Entdeckung von Nebenwirkungen.

## Leben
D. J. Finney wurde in Latchford in Cheshire geboren. Er besuchte die Lymm Grammar School und die Manchester Grammar School und erhielt ein Cambridge-Stipendium. Von 1934 bis 1938 studierte er Mathematik und Statistik am Clare College. Finney erhielt ein Postgraduierten-Stipendium für statistische Arbeiten im Bereich der Landwirtschaft bei Ronald Aylmer Fisher im Galton Laboratory des University College London. Dort beschäftigte er sich mit statistischen Schätzungen für die Humangenetik.
1939 wurde er Assistent von Frank Yates an der Rothamsted Experimental Station. Dort beschäftigte man sich mit der Steigerung der Produktivität der Landwirtschaft. Finney war dabei an der Planung von Feldversuchen und der Interpretation ihrer Ergebnisse beteiligt. Ab 1945 unterrichtete er an der University of Oxford Design und Analyse wissenschaftlicher Experimente. Er heiratete 1950 und zog 1952 mit seiner Familie von Oxford nach Neu-Delhi, wo er ein Jahr lang als Berater für die Ernährungs- und Landwirtschaftsorganisation der Vereinten Nationen tätig war und an der Entwicklung des Indischen Forschungsinstituts für Agrarstatistik arbeitete. 1951 wurde er zum Fellow der American Statistical Association gewählt. Im Jahr 1955 wurde er Fellow der Royal Society of Edinburgh.
Nach seiner Rückkehr aus Indien lehrte Finney Statistik an der University of Aberdeen. Dort gründete er außerdem eine vom Agricultural Research Council finanzierte Statistikeinheit, die für Schottland einen ähnlichen Dienst wie Rothamsted für England erbringen sollte. Das Agricultural Research Council verlagerte die Einheit 1966 zur University of Edinburgh, weshalb auch Finney dorthin wechselte und Professor für Statistik und Leiter der Statistikeinheit wurde. 1973/74 war er Präsident der Royal Statistical Society. Im Jahr 1984 beendete er seine Tätigkeit an der University of Edinburgh.
In den 1960ern betätigte er sich im Bereich der Arzneimittelsicherheit und gab Ratschläge für das noch junge britische Arzneimittelsicherheitssystem und für die Bemühungen der Weltgesundheitsorganisation zur Schaffung eines internationalen Pharmakovigilanzsystems. 2002 trat er mit dem Uppsala Monitoring Centre in Kontakt, das eine Anthologie seiner Werke über statistische Methoden und Arzneimittelsicherheit veröffentlichte. Zusammen mit Bill Inman gründete er 1981 die Drug Safety Research Unit. Im Jahr 1981 erhielt er einen Ehrendoktortitel von der Heriot-Watt University. Außerdem war er Gründungsmitglied des Weltkulturrats.

## Publikationen
- Probit Analysis, Cambridge University Press, 1947
- Statistical methods in biological assay, Hafner, 1952; Griffin, 1971, ISBN 978-0-85264-014-2
- Experimental design and its statistical basis, University of Chicago Press, 1955
- Statistics for mathematicians: an introduction, Oliver & Boyd, 1968